# Heinrich Gottfried Ollendorff
Heinrich Gottfried Ollendorff (Rawicz, Posen, 1802 — Paris, 3 de abril de 1865), também conhecido por Henri Ollendorff, foi um especialista em gramática e pedagogista alemão, judeu, que se notabilizou com a criação do Método Ollendorff de ensino das línguas estrangeiras a adultos.
Muito jovem Ollendorff emigrou para Londres, cidade onde se iniciou no ensino da língua alemã utilizando um método diferente dos tradicionais. Foi progressivamente refinado o método, criando uma nova forma de ensinar as línguas estrangeiras a adultos. As alusões feitas ao Método de Ollendorff na obra de grande expansão de  Basil Hall Schloss Hainfeld ou A Winter in Lower Styria (Londres, 1836) popularizou o método e permitiu a sua rápida expansão.
Acabou por se fixar em Paris por volta de 1830, aí adquirindo uma editora e tipografia, produzindo manuais para o ensino de diversas línguas.
A primeira obra que publicou em Paris foi Petit Traité sur la Déclinaison Allemande, ao que se seguiu Méthode Appliquée à l'Allemand, publicado primeiro em francês e depois em inglês. Esta última obra tornou-se tão popular nas zonas de influência britânica que foi traduzida em gujarati para uso na Índia. 
O próprio Ollendorff adaptou o método ao ensino do italiano, espanhol, grego moderno e diversas outras línguas.
A conselho de Salomon Munk enviou uma cópia do seu trabalho à Universidade de Jena, a qual lhe concedeu um doutoramento em letras.
Depois de ter refinado o método e de publicar Méthode de l'Allemand à l'Usage des Français (1833), a utilização do Método Ollendorff foi aprovada por Narcisse-Achille de Salvandy, ministro da instrução pública, para uso no ensino público francês. Tal decisão causou alguma polémica nos meios intelectuais franceses.